# Jet Storm
Pour plus de détails, voir Fiche technique et Distribution.
Jet Storm est un film britannique réalisé par Cy Endfield, sorti en 1959.

## Synopsis
Ernest Tilley est un homme ayant perdu sa fille dans un accident de voiture avec délit de fuite. Il traque alors le responsable et finit par se retrouver à bord du même avion qu'il menace de faire sauter afin de se venger.

## Fiche technique
- Réalisation : Cy Endfield
- Scénario : Cy Endfield et Sigmund Miller
- Photographie : Jack Hildyard
- Montage : Oswald Hafenrichter
- Costumes : May Walding
- Producteur : Steven Pallos
- Musique : Thomas Rajna
- Langue : anglais

## Distribution
- Richard Attenborough : Ernest Tilley
- Stanley Baker : Capitaine Bardow
- Hermione Baddeley : Madame Karen Satterly
- Bernard Braden : Otis Randolf
- Diane Cilento : Agelica Como
- Barbara Kelly : Edwina Randolph
- Paul Carpenter : George Towers